# Enterocola hessei
Enterocola hessei is een eenoogkreeftjessoort uit de familie van de Enteropsidae. De wetenschappelijke naam van de soort is voor het eerst geldig gepubliceerd in 1924 door Chatton & Harant.